# Oezbekistan op de Olympische Zomerspelen 2024
Oezbekistan nam deel aan de Olympische Zomerspelen 2024 in Parijs.

## Medailleoverzicht
| Medaille | Naam                    | Sport         | Onderdeel                    | Datum       |
| -------- | ----------------------- | ------------- | ---------------------------- | ----------- |
| Goud     | Diyora Keldiyorova      | Judo          | Half licht -52 kg (v)        | 28 juli     |
| Goud     | Ulugbek Rashitov        | Taekwondo     | Lichtgewicht -68 kg (m)      | 8 augustus  |
| Goud     | Hasanboy Doesmatov      | Boksen        | Vlieggewicht -51 kg (m)      | 8 augustus  |
| Goud     | Asadkhuja Muydinkhujaev | Boksen        | Weltergewicht -71 kg (m)     | 9 augustus  |
| Goud     | Lazizbek Mullojonov     | Boksen        | Zwaargewicht -92 kg (m)      | 9 augustus  |
| Goud     | Razambek Zhamalov       | Worstelen     | Welter -74 kg (m)            | 10 augustus |
| Goud     | Abdumalik Khalokov      | Boksen        | Vedergewicht -57 kg (m)      | 10 augustus |
| Goud     | Bahodir Jalolov         | Boksen        | Superzwaargewicht +92 kg (m) | 10 augustus |
|          |                         |               |                              |             |
| Zilver   | Akbar Djuraev           | Gewichtheffen | Zwaar -102 kg (m)            | 10 augustus |
| Zilver   | Svetlana Osipova        | Taekwondo     | Zwaargewicht +67 kg (v)      | 10 augustus |
|          |                         |               |                              |             |
| Brons    | Muzaffarbek Turoboyev   | Judo          | Half zwaar -100 kg (m)       | 1 augustus  |
| Brons    | Alisher Yusupov         | Judo          | Zwaar +100 kg (m)            | 2 augustus  |
| Brons    | Gulomjon Abdullaev      | Worstelen     | Bantam -57 kg (m)            | 9 augustus  |

## Aantal Deelnemers
Hieronder volgt een overzicht van de atleten die zich reeds gekwalificeerd hebben voor de Olympische Zomerspelen van 2024.
| Sport            | Mannen | Vrouwen | Totaal |
| ---------------- | ------ | ------- | ------ |
| Atletiek         | 2      | 3       | 5      |
| Boksen           | 7      | 4       | 11     |
| Boogschieten     | 1      | 1       | 2      |
| Gewichtheffen    | 1      | 2       | 3      |
| Gymnastiek       | 3      | 6       | 9      |
| Judo             | 7      | 5       | 12     |
| Kanovaren        | 1      | 2       | 3      |
| Moderne vijfkamp | 0      | 1       | 1      |
| Roeien           | 2      | 1       | 3      |
| Schermen         | 0      | 1       | 1      |
| Schoonspringen   | 1      | 0       | 1      |
| Taekwondo        | 3      | 2       | 5      |
| Voetbal          | 18     | 0       | 18     |
| Wielersport      | 1      | 2       | 3      |
| Worstelen        | 6      | 1       | 7      |
| Zwemmen          | 1      | 1       | 2      |
| totaal           | 54     | 32      | 86     |

## Deelnemers en resultaten

### Atletiek

#### Loopnummers
Mannen
| atleet             | onderdeel | series | series | herkansingen | herkansingen | halve finale | halve finale | finale | finale |
| atleet             | onderdeel | tijd   | rang   | tijd         | rang         | tijd         | rang         | tijd   | rang   |
| ------------------ | --------- | ------ | ------ | ------------ | ------------ | ------------ | ------------ | ------ | ------ |
| Shokhrukh Davlatov | marathon  | n.v.t. | n.v.t. | n.v.t.       | n.v.t.       | n.v.t.       | n.v.t.       |        |        |

#### Technische nummers
Mannen
| atleet        | onderdeel   | kwalificaties | kwalificaties | finale  | finale |
| atleet        | onderdeel   | afstand       | rang          | afstand | rang   |
| ------------- | ----------- | ------------- | ------------- | ------- | ------ |
| Anvar Anvarov | verspringen |               |               |         |        |

Vrouwen
| atleet             | onderdeel        | kwalificaties | kwalificaties | finale  | finale |
| atleet             | onderdeel        | afstand       | rang          | afstand | rang   |
| ------------------ | ---------------- | ------------- | ------------- | ------- | ------ |
| Sharifa Davronova  | hinkstapspringen |               |               |         |        |
| Safina Sadullayeva | hoogspringen     | 1,95 m        | 1 Q           |         |        |

#### Meerkamp
| atlete             | onderdeel | onderdeel | 100 h | hs | ks | 200 m | vs | sw | 800 m | totaal | rang |
| ------------------ | --------- | --------- | ----- | -- | -- | ----- | -- | -- | ----- | ------ | ---- |
| Ekaterina Voronina | zevenkamp | res.      |       |    |    |       |    |    |       |        |      |
| Ekaterina Voronina | zevenkamp | pnt.      |       |    |    |       |    |    |       |        |      |

### Boksen
Mannen
| atleet                  | onderdeel         | eerste ronde         | tweede ronde         | kwartfinale          | halve finale         | finale               | rang           |
| atleet                  | onderdeel         | tegenstander uitslag | tegenstander uitslag | tegenstander uitslag | tegenstander uitslag | tegenstander uitslag | rang           |
| ----------------------- | ----------------- | -------------------- | -------------------- | -------------------- | -------------------- | -------------------- | -------------- |
| HHasanboy Doesmatov     | vlieggewicht      | bye                  | López Jr. W 5 - 0    | Bibossinov W 3 - 2   | Varela de Pina       |                      |                |
| Abdulmalik Khalokov     | vedergewicht      | bye                  | Ibrahim W 5 - 0      | Quiles               |                      |                      |                |
| Ruslan Abdullaev        | lichtgewicht      | bye                  | Ramírez W 5 - 0      | Sanford V 1 - 4      | niet geplaatst       | niet geplaatst       | niet geplaatst |
| Asadkhuja Muydinkhujaev | weltergewicht     | bye                  | Elawady W 5 - 0      | Terteryan            |                      |                      |                |
| Turabek Khabibullaev    | middengewicht     | bye                  | Marcial W 5 - 0      | López V 2 - 3        | niet geplaatst       | niet geplaatst       | niet geplaatst |
| Lazizbek Mullojonov     | zwaargewicht      | n.v.t.               | Brown W 4 - 1        | Machado W 5 - 0      | Boltaev              |                      |                |
| Bakhodir Jalolov        | superzwaargewicht | n.v.t.               | Shiha W 5 - 0        | Teremoana W 5 - 0    | Tiafack              |                      |                |

Vrouwen
| atleet             | onderdeel     | eerste ronde         | tweede ronde         | kwartfinale          | halve finale         | finale               | rang           |
| atleet             | onderdeel     | tegenstander uitslag | tegenstander uitslag | tegenstander uitslag | tegenstander uitslag | tegenstander uitslag | rang           |
| ------------------ | ------------- | -------------------- | -------------------- | -------------------- | -------------------- | -------------------- | -------------- |
| Sabina Bobokulova  | vlieggewicht  | n.v.t.               | Raksat V 0 - 5       | niet geplaatst       | niet geplaatst       | niet geplaatst       | niet geplaatst |
| Nigita Uktamova    | bantamgewicht | Ayyad W WO           | Pang C-m V 0 - 5     | niet geplaatst       | niet geplaatst       | niet geplaatst       | niet geplaatst |
| Sitora Turdibekova | vedergewicht  | Matshu W 3 - 2       | Lin Y-t V 0 - 5      | niet geplaatst       | niet geplaatst       | niet geplaatst       | niet geplaatst |
| Navbahor Khamidova | weltergewicht | n.v.t.               | McCane W 3 - 2       | Chen N-c             |                      |                      |                |

### Boogschieten
Mannen
| atleet           | onderdeel   | plaatsingsronde | plaatsingsronde | eerste ronde         | tweede ronde         | derde ronde          | kwartfinale          | halve finale         | finale / BM          | finale / BM    |
| atleet           | onderdeel   | score           | rang            | tegenstander uitslag | tegenstander uitslag | tegenstander uitslag | tegenstander uitslag | tegenstander uitslag | tegenstander uitslag | rang           |
| ---------------- | ----------- | --------------- | --------------- | -------------------- | -------------------- | -------------------- | -------------------- | -------------------- | -------------------- | -------------- |
| Amirkhon Sadikov | individueel | 674             | 13              | Jajarabilla W 6 - 2  | Nespoli V 4 - 6      | niet geplaatst       | niet geplaatst       | niet geplaatst       | niet geplaatst       | niet geplaatst |

Vrouwen
| atleet                   | onderdeel   | plaatsingsronde | plaatsingsronde | eerste ronde         | tweede ronde         | derde ronde          | kwartfinale          | halve finale         | finale / BM          | finale / BM    |
| atleet                   | onderdeel   | score           | rang            | tegenstander uitslag | tegenstander uitslag | tegenstander uitslag | tegenstander uitslag | tegenstander uitslag | tegenstander uitslag | rang           |
| ------------------------ | ----------- | --------------- | --------------- | -------------------- | -------------------- | -------------------- | -------------------- | -------------------- | -------------------- | -------------- |
| Ziyodakhon Abdusattorova | individueel | 649             | 34              | Horáčková V 2 - 6    | niet geplaatst       | niet geplaatst       | niet geplaatst       | niet geplaatst       | niet geplaatst       | niet geplaatst |

Gemengd
| atleet                                    | onderdeel | plaatsingsronde | plaatsingsronde | eerste ronde             | kwartfinale          | halve finale         | finale / BM          | finale / BM    |
| atleet                                    | onderdeel | score           | rang            | tegenstander uitslag     | tegenstander uitslag | tegenstander uitslag | tegenstander uitslag | rang           |
| ----------------------------------------- | --------- | --------------- | --------------- | ------------------------ | -------------------- | -------------------- | -------------------- | -------------- |
| Amirkhon Sadikov Ziyodakhon Abdusattorova | team      | 1323            | 14              | Verenigde Staten V 0 - 6 | niet geplaatst       | niet geplaatst       | niet geplaatst       | niet geplaatst |

### Gewichtheffen
Mannen
| atleet        | onderdeel | trekken | trekken | stoten | stoten | totaal | rang |
| atleet        | onderdeel | score   | rang    | score  | rang   | totaal | rang |
| ------------- | --------- | ------- | ------- | ------ | ------ | ------ | ---- |
| Akbar Djuraev | -102 kg   |         |         |        |        |        |      |

Vrouwen
| atleet             | onderdeel | trekken | trekken | stoten | stoten | totaal | rang |
| atleet             | onderdeel | score   | rang    | score  | rang   | totaal | rang |
| ------------------ | --------- | ------- | ------- | ------ | ------ | ------ | ---- |
| Rigina Adashbaeva  | -81 kg    |         |         |        |        |        |      |
| Tursunoy Jabborova | +81 kg    |         |         |        |        |        |      |

### Gymnastiek

#### Turnen
Mannen
| atleet                | onderdeel | kwalificatie | kwalificatie | kwalificatie | kwalificatie | kwalificatie | kwalificatie | kwalificatie | kwalificatie | finale         | finale         | finale         | finale         | finale         | finale         | finale         | finale         |
| atleet                | onderdeel | toestel      | toestel      | toestel      | toestel      | toestel      | toestel      | totaal       | positie      | toestel        | toestel        | toestel        | toestel        | toestel        | toestel        | totaal         | positie        |
| atleet                | onderdeel | vloer        | voltige      | ringen       | sprong       | brug         | rekstok      | totaal       | positie      | vloer          | voltige        | ringen         | sprong         | brug           |                | totaal         | positie        |
| --------------------- | --------- | ------------ | ------------ | ------------ | ------------ | ------------ | ------------ | ------------ | ------------ | -------------- | -------------- | -------------- | -------------- | -------------- | -------------- | -------------- | -------------- |
| Rasuljon Abdurakhimov | brug      | n.v.t.       | n.v.t.       | n.v.t.       | n.v.t.       | 14.166       | n.v.t.       | n.v.t.       | 22           | n.v.t.         | n.v.t.         | n.v.t.         | n.v.t.         | niet geplaatst | n.v.t.         | n.v.t.         | niet geplaatst |
| Abdulla Azimov        | meerkamp  | 12.966       | 14.400       | 12.166       | 13.866       | 13.766       | 12.800       | 79.964       | 28 R2        | niet geplaatst | niet geplaatst | niet geplaatst | niet geplaatst | niet geplaatst | niet geplaatst | niet geplaatst | niet geplaatst |
| Khabibullo Ergashev   | meerkamp  | 13.100       | 13.833       | 12.466       | 12.900       | 13.733       | 12.466       | 78.498       | 41           | niet geplaatst | niet geplaatst | niet geplaatst | niet geplaatst | niet geplaatst | niet geplaatst | niet geplaatst | niet geplaatst |

#### Ritmisch
| atlete            | onderdeel   | kwalificatie | kwalificatie | kwalificatie | kwalificatie | kwalificatie | kwalificatie | finale | finale | finale  | finale | finale | finale |
| atlete            | onderdeel   | hoepel       | bal          | knotsen      | lint         | totaal       | rang         | hoepel | bal    | knotsen | lint   | totaal | rang   |
| ----------------- | ----------- | ------------ | ------------ | ------------ | ------------ | ------------ | ------------ | ------ | ------ | ------- | ------ | ------ | ------ |
| Takhmina Ikromova | individueel |              |              |              |              |              |              |        |        |         |        |        |        |

| atleten | onderdeel | kwalificatie | kwalificatie         | kwalificatie | kwalificatie | finale   | finale               | finale | finale |
| atleten | onderdeel | 5 linten     | 3 knotsen, 2 hoepels | totaal       | rang         | 5 linten | 3 knotsen, 2 hoepels | totaal | rang   |
| ------- | --------- | ------------ | -------------------- | ------------ | ------------ | -------- | -------------------- | ------ | ------ |
|         | team      |              |                      |              |              |          |                      |        |        |

### Judo
Mannen
| atleet                | onderdeel | eerste ronde         | tweede ronde         | derde ronde          | kwartfinale          | halve finale         | herkansing             | finale / BM               | finale / BM    |
| atleet                | onderdeel | tegenstander uitslag | tegenstander uitslag | tegenstander uitslag | tegenstander uitslag | tegenstander uitslag | tegenstander uitslag   | tegenstander uitslag      | rang           |
| --------------------- | --------- | -------------------- | -------------------- | -------------------- | -------------------- | -------------------- | ---------------------- | ------------------------- | -------------- |
| Dilshodbek Baratov    | −60 kg    | n.v.t.               | Khalmatov V 00 - 01  | niet geplaatst       | niet geplaatst       | niet geplaatst       | niet geplaatst         | niet geplaatst            | niet geplaatst |
| Sardor Nurillaev      | −66 kg    | Lima V 00 - 01       | niet geplaatst       | niet geplaatst       | niet geplaatst       | niet geplaatst       | niet geplaatst         | niet geplaatst            | niet geplaatst |
| Murodjon Yuldoshev    | −73 kg    | Shamsayev W 10 - 00  | Osmanov V 00 - 10    | niet geplaatst       | niet geplaatst       | niet geplaatst       | niet geplaatst         | niet geplaatst            | niet geplaatst |
| Sharofiddin Boltaboev | −81 kg    | bye                  | Sehen W DQB          | Djalo W 10 - 00      | Lee J-h V 00 - 10    | niet geplaatst       | Makhmadbekov V 00 - 10 | niet geplaatst            | niet geplaatst |
| Davlat Bobonov        | −90 kg    | bye                  | Grigorian V 00 - 10  | niet geplaatst       | niet geplaatst       | niet geplaatst       | niet geplaatst         | niet geplaatst            | niet geplaatst |
| Muzaffarbek Turoboyev | −100 kg   | n.v.t.               | bye                  | Sharkan W 11 - 01    | Korrel W 11 - 00     | Kotsoiev V 00 - 01   | bye                    | Sherazadishvili W 10 - 00 | Brons          |
| Alisher Yusupov       | +100 kg   | n.v.t.               | bye                  | Fízeľ W 10 - 00      | Rakhimov V 01 - 11   | niet geplaatst       | Tushishvili W DSQ      | Saito W 11 - 00           | Brons          |

Vrouwen
| atlete               | onderdeel | eerste ronde         | tweede ronde           | derde ronde          | kwartfinale          | halve finale         | herkansing           | finale / BM          | finale / BM    |
| atlete               | onderdeel | tegenstander uitslag | tegenstander uitslag   | tegenstander uitslag | tegenstander uitslag | tegenstander uitslag | tegenstander uitslag | tegenstander uitslag | rang           |
| -------------------- | --------- | -------------------- | ---------------------- | -------------------- | -------------------- | -------------------- | -------------------- | -------------------- | -------------- |
| Khalimajon Kurbonova | −48 kg    | Aliyeva W 01 - 00    | Babulfelth V 00 - 10   | niet geplaatst       | niet geplaatst       | niet geplaatst       | niet geplaatst       | niet geplaatst       | niet geplaatst |
| Diyora Keldiyorova   | −52 kg    | n.v.t.               | bye                    | Abe W 10 - 01        | Ballhaus W 10 - 00   | Buchard W 01 - 00    | bye                  | Krasniqi W 01 - 00   | Goud           |
| Shukurjon Aminova    | −57 kg    | Dabonne W 10 - 00    | Liparteliani V 00 - 01 | niet geplaatst       | niet geplaatst       | niet geplaatst       | niet geplaatst       | niet geplaatst       | niet geplaatst |
| Gulnoza Matniyazova  | −70 kg    | n.v.t.               | Mun S-h W 10 - 00      | Niizoe V 00 - 10     | niet geplaatst       | niet geplaatst       | niet geplaatst       | niet geplaatst       | niet geplaatst |
| Iriskhon Kurbanbaeva | −78 kg    | n.v.t.               | bye                    | Takayama V 00 - 10   | niet geplaatst       | niet geplaatst       | niet geplaatst       | niet geplaatst       | niet geplaatst |

Gemengd
| atleten | onderdeel | eerste ronde         | tweede ronde         | kwartfinale          | halve finale         | herkansing           | finale / BM          | finale / BM |
| atleten | onderdeel | tegenstander uitslag | tegenstander uitslag | tegenstander uitslag | tegenstander uitslag | tegenstander uitslag | tegenstander uitslag | rang        |
| ------- | --------- | -------------------- | -------------------- | -------------------- | -------------------- | -------------------- | -------------------- | ----------- |
|         | team      |                      |                      |                      |                      |                      |                      |             |

### Kanovaren

#### Sprint
Mannen
| atleet               | onderdeel  | series | series | kwartfinale | kwartfinale | halve finale | halve finale | finale | finale |
| atleet               | onderdeel  | tijd   | rang   | tijd        | rang        | tijd         | rang         | tijd   | rang   |
| -------------------- | ---------- | ------ | ------ | ----------- | ----------- | ------------ | ------------ | ------ | ------ |
| Shakhriyor Makhkamov | K-1 1000 m |        |        |             |             |              |              |        |        |

Vrouwen
| atleet            | onderdeel | series | series | kwartfinale | kwartfinale | halve finale | halve finale | finale | finale |
| atleet            | onderdeel | tijd   | rang   | tijd        | rang        | tijd         | rang         | tijd   | rang   |
| ----------------- | --------- | ------ | ------ | ----------- | ----------- | ------------ | ------------ | ------ | ------ |
| Nilufar Zokirova  | C-1 200 m |        |        |             |             |              |              |        |        |
| Ekaterina Shubina | K-1 500 m |        |        |             |             |              |              |        |        |

### Moderne vijfkamp
Vrouwen
| atleet              | onderdeel        | schermen (degen) | schermen (degen) | schermen (degen) | schermen (degen) | zwemmen (200 m vrije slag) | zwemmen (200 m vrije slag) | zwemmen (200 m vrije slag) | paardrijden (springen) | paardrijden (springen) | paardrijden (springen) | combinatie: schieten/lopen (10 m luchtpistool)/(3200 m) | combinatie: schieten/lopen (10 m luchtpistool)/(3200 m) | combinatie: schieten/lopen (10 m luchtpistool)/(3200 m) | totaal punten | rang |
| atleet              | onderdeel        | RR               | BR               | rang             | punten           | tijd                       | rang                       | punten                     | strafpunten            | rang                   | punten                 | tijd                                                    | rang                                                    | punten                                                  | totaal punten | rang |
| ------------------- | ---------------- | ---------------- | ---------------- | ---------------- | ---------------- | -------------------------- | -------------------------- | -------------------------- | ---------------------- | ---------------------- | ---------------------- | ------------------------------------------------------- | ------------------------------------------------------- | ------------------------------------------------------- | ------------- | ---- |
| Alise Fakhrutdinova | moderne vijfkamp |                  |                  |                  |                  |                            |                            |                            |                        |                        |                        |                                                         |                                                         |                                                         |               |      |

### Roeien
Mannen
| atleet                                 | onderdeel         | series  | series | herkansingen | herkansingen | kwartfinale | kwartfinale | halve finale   | halve finale   | finale  | finale |
| atleet                                 | onderdeel         | tijd    | rang   | tijd         | rang         | tijd        | rang        | tijd           | rang           | tijd    | rang   |
| -------------------------------------- | ----------------- | ------- | ------ | ------------ | ------------ | ----------- | ----------- | -------------- | -------------- | ------- | ------ |
| Shakhzod Nurmatov Sobirjon Safaroliyev | lichte dubbeltwee | 6:56.57 | 5 H    | 6:50.61      | 4 FC         | n.v.t.      | n.v.t.      | niet geplaatst | niet geplaatst | 6:31.33 | 15     |

Vrouwen
| atleet          | onderdeel | series  | series | herkansingen | herkansingen | kwartfinale | kwartfinale | halve finale | halve finale | finale | finale |
| atleet          | onderdeel | tijd    | rang   | tijd         | rang         | tijd        | rang        | tijd         | rang         | tijd   | rang   |
| --------------- | --------- | ------- | ------ | ------------ | ------------ | ----------- | ----------- | ------------ | ------------ | ------ | ------ |
| Hanna Prakatsen | skiff     | 7:37.80 | 2 KF   | bye          | bye          | 7:35.91     | 2 HA/B      | 7:29.28      | 4 FB         |        |        |

Legenda: FA=finale A (medailles); FB=finale B (geen medailles); FC=finale C (geen medailles); FD=finale D (geen medailles); FE=finale E (geen medailles); FF=finale F (geen medailles); HA/B=halve finale A/B; HC/D=halve finale C/D; HE/F=halve finale E/F; KF=kwartfinale; H=herkansing

### Schermen
Mannen
| atleet            | onderdeel | eerste ronde         | tweede ronde         | derde ronde          | kwartfinale          | halve finale         | finale / BM          | finale / BM    |
| atleet            | onderdeel | tegenstander uitslag | tegenstander uitslag | tegenstander uitslag | tegenstander uitslag | tegenstander uitslag | tegenstander uitslag | rang           |
| ----------------- | --------- | -------------------- | -------------------- | -------------------- | -------------------- | -------------------- | -------------------- | -------------- |
| Zaynab Dayibekova | sabel     | bye                  | Yoon J-s V 11 - 15   | niet geplaatst       | niet geplaatst       | niet geplaatst       | niet geplaatst       | niet geplaatst |

### Schoonspringen
Mannen
| atleet      | onderdeel  | series | series | halve finale | halve finale | finale | finale |
| atleet      | onderdeel  | punten | rang   | punten       | rang         | punten | rang   |
| ----------- | ---------- | ------ | ------ | ------------ | ------------ | ------ | ------ |
| Igor Myalin | 10 m toren |        |        |              |              |        |        |

### Taekwondo
Mannen
| atleet            | onderdeel | kwalificatie         | eerste ronde         | kwartfinale          | halve finale         | herkansing           | finale / BM          | finale / BM |
| atleet            | onderdeel | tegenstander uitslag | tegenstander uitslag | tegenstander uitslag | tegenstander uitslag | tegenstander uitslag | tegenstander uitslag | rang        |
| ----------------- | --------- | -------------------- | -------------------- | -------------------- | -------------------- | -------------------- | -------------------- | ----------- |
| Ulugbek Rashitov  | -68 kg    |                      |                      |                      |                      |                      |                      |             |
| Jasurbek Jaysunov | -80 kg    |                      |                      |                      |                      |                      |                      |             |
| Nikita Rafalovich | +80 kg    |                      |                      |                      |                      |                      |                      |             |

Vrouwen
| atleet            | onderdeel | kwalificatie         | eerste ronde         | kwartfinale          | halve finale         | herkansing           | finale / BM          | finale / BM |
| atleet            | onderdeel | tegenstander uitslag | tegenstander uitslag | tegenstander uitslag | tegenstander uitslag | tegenstander uitslag | tegenstander uitslag | rang        |
| ----------------- | --------- | -------------------- | -------------------- | -------------------- | -------------------- | -------------------- | -------------------- | ----------- |
| Ozoda Sobirjonova | -67 kg    |                      |                      |                      |                      |                      |                      |             |
| Svetlana Osipova  | +67 kg    |                      |                      |                      |                      |                      |                      |             |

### Voetbal

#### Mannen
| Atleten | Discipline | Resultaat  | Prestatie |
| --- | ---------- | ---------- | --------- |
| Zafarmurod Abdurakhmatov Husniddin Aliqulov Abdurauf Buriev Abbosbek Fayzullaev Ibrokhim Ibrokhimov Jasurbek Jaloliddinov Ruslanbek Jiyanov Mukhammadkodir Khamraliev Diyor Kholmatov Abduqodir Xusanov Saidazamat Mirsaidov Vladimir Nazarov Abduvohid Nematov Khusayin Norchaev Asadbek Rakhimjonov Umarali Rakhmonaliev Eldor Shomurodov Oston Urunov Ibrokhimkhalil Yuldoshev | mannen     | groepsfase | zie onder |

| Groep C |                        |             |             |             |             |            |            |            |        |
| #       | Land                   | Wedstrijden | Wedstrijden | Wedstrijden | Wedstrijden | Doelpunten | Doelpunten | Doelpunten | Punten |
| #       | Land                   | G           | W           | G           | V           | V          | T          | Saldo      | Punten |
| 1       | Egypte                 | 3           | 2           | 1           | 0           | 3          | 1          | +2         | 7      |
| 2       | Spanje                 | 3           | 2           | 0           | 1           | 6          | 4          | +2         | 6      |
| 3       | Dominicaanse Republiek | 3           | 0           | 2           | 1           | 2          | 4          | -2         | 2      |
| 4       | Oezbekistan            | 3           | 0           | 1           | 2           | 2          | 4          | -2         | 1      |

| groepsfase   |                |                        |                |                |                |                |                |
| 24 juli 2024 | 15:00          | Oezbekistan            | 1 - 2          | Spanje         |                |                |                |
| 27 juli 2024 | 17:00          | Oezbekistan            | 0 - 1          | Egypte         |                |                |                |
| 30 juli 2024 | 15:00          | Dominicaanse Republiek | 1 - 1          | Oezbekistan    |                |                |                |
|              |                |                        |                |                |                |                |                |
| kwartfinale  | niet geplaatst | niet geplaatst         | niet geplaatst | niet geplaatst | niet geplaatst | niet geplaatst | niet geplaatst |
|              |                |                        |                |                |                |                |                |
| halve finale | niet geplaatst | niet geplaatst         | niet geplaatst | niet geplaatst | niet geplaatst | niet geplaatst | niet geplaatst |
|              |                |                        |                |                |                |                |                |
| finale       | niet geplaatst | niet geplaatst         | niet geplaatst | niet geplaatst | niet geplaatst | niet geplaatst | niet geplaatst |

### Wielersport

#### Wegwielrennen
Mannen
| atleet           | onderdeel    | tijd | rang |
| ---------------- | ------------ | ---- | ---- |
| Dmitriy Bocharov | wegwedstrijd |      |      |

Vrouwen
| atleet            | onderdeel | tijd | rang |
| ----------------- | --------- | ---- | ---- |
| Yanina Kuskova    | wegrit    |      |      |
| Olga Zabelinskaya | wegrit    |      |      |
| tijdrit           | 43:53.51  | 23   |      |

### Worstelen

#### Grieks-Romeinse stijl
Mannen
| atleet             | onderdeel | eerste ronde         | kwartfinale          | halve finale         | herkansing           | finale / BM          | finale / BM |
| atleet             | onderdeel | tegenstander uitslag | tegenstander uitslag | tegenstander uitslag | tegenstander uitslag | tegenstander uitslag | rang        |
| ------------------ | --------- | -------------------- | -------------------- | -------------------- | -------------------- | -------------------- | ----------- |
| Islomjon Bakhromov | −60 kg    |                      |                      |                      |                      |                      |             |
| Aram Vardanyan     | −77 kg    |                      |                      |                      |                      |                      |             |
| Rustam Assakalov   | −97 kg    |                      |                      |                      |                      |                      |             |

#### Vrije stijl
Mannen
| atleet               | onderdeel | eerste ronde         | kwartfinale          | halve finale         | herkansing           | finale / BM          | finale / BM |
| atleet               | onderdeel | tegenstander uitslag | tegenstander uitslag | tegenstander uitslag | tegenstander uitslag | tegenstander uitslag | rang        |
| -------------------- | --------- | -------------------- | -------------------- | -------------------- | -------------------- | -------------------- | ----------- |
| Gulomjon Abdullaev   | −57 kg    |                      |                      |                      |                      |                      |             |
| Bekzod Abdurakhmonov | −74 kg    |                      |                      |                      |                      |                      |             |
| Javrail Shapiev      | −86 kg    |                      |                      |                      |                      |                      |             |

Vrouwen
| atleet              | onderdeel | eerste ronde         | kwartfinale          | halve finale         | herkansing           | finale / BM          | finale / BM |
| atleet              | onderdeel | tegenstander uitslag | tegenstander uitslag | tegenstander uitslag | tegenstander uitslag | tegenstander uitslag | rang        |
| ------------------- | --------- | -------------------- | -------------------- | -------------------- | -------------------- | -------------------- | ----------- |
| Aktenge Keunimjaeva | −50 kg    |                      |                      |                      |                      |                      |             |

### Zwemmen
Mannen
| Atleet         | Onderdeel        | Series  | Series | Halve finale | Halve finale | Finale         | Finale         |
| Atleet         | Onderdeel        | Tijd    | Rang   | Tijd         | Rang         | Tijd           | Rang           |
| -------------- | ---------------- | ------- | ------ | ------------ | ------------ | -------------- | -------------- |
| Ilya Sibirtsev | 400 m vrije slag | 3.51,52 | 26     | n.v.t.       | n.v.t.       | Niet geplaatst | Niet geplaatst |
| Ilya Sibirtsev | 800 m vrije slag | 7.56,67 | 22     | n.v.t.       | n.v.t.       | Niet geplaatst | Niet geplaatst |